# Sarah Jane Woodson Early

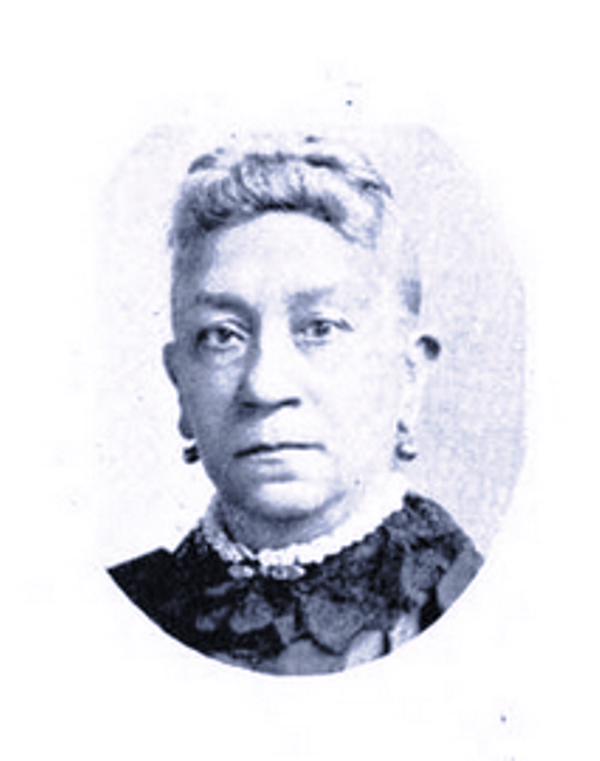
Sarah Jane Woodson Early, vor 1894

Sarah Jane Woodson Early (* 15. November 1825 in Chillicothe, Ohio; † 15. August 1907) war eine US-amerikanische Pädagogin, Abstinenzlerin und Autorin. Als Absolventin des Oberlin College, wo sie ein klassisches Studium absolvierte, wurde sie 1858 an der Wilberforce University als erste schwarze College-Lehrerin eingestellt und war auch die erste schwarze Amerikanerin, die an einer historisch schwarzen Hochschule (HBCU) unterrichtete.
Sie unterrichtete auch viele Jahre lang an Gemeindeschulen. Nachdem sie 1868 geheiratet hatte und mit ihrem Pastorenehemann Jordan Winston Early nach Tennessee gezogen war, war sie Schulleiterin in vier Städten. Early diente als nationale Superintendentin (1888–1892) der schwarzen Abteilung der Woman’s Christian Temperance Union (WCTU) und hielt mehr als 100 Vorträge in fünf Bundesstaaten. Sie schrieb eine Biografie über ihren Mann und seinen Aufstieg aus der Sklaverei, die zum Genre der Slave narratives der Nachkriegszeit gehört.

## Leben
Sarah Jane Woodson war die fünfte Tochter und das jüngste von elf Kindern von Jemima (Riddle) und Thomas Woodson (1790–1879). Sie wurde frei geboren. Ihre Eltern waren 1820 nach Ohio gezogen, nachdem ihr Vater die Freiheit der gesamten Familie für 900 Dollar erworben hatte. Sie verließen Greenbrier County, Virginia, wo die Woodsons eine von nur zwei freien schwarzen Familien im gesamten County waren.
Sie gründeten die erste schwarze Methodistenkirche westlich der Alleghenies. Im Jahr 1830 gehörten die Woodsons zu den Gründern einer separaten schwarzen Farmergemeinde namens Berlin Crossroads, die heute nicht mehr existiert. Die fast zwei Dutzend Familien, die dort um 1840 lebten, gründeten ihre eigene Schule, Geschäfte und Kirchen. Ihr Vater und einige Brüder wurden zu schwarzen Nationalisten, was Woodsons Aktivitäten als Erwachsene beeinflusste. Außerdem war Berlin Crossroads ein bekannter Ort an der Underground Railroad, und die Woodsons öffneten ihr Haus für viele entlaufene Sklaven.
Ihr Vater glaubte, er sei der älteste Sohn von Sally Hemings und Präsident Thomas Jefferson; diese Überlieferung wurde Teil der mündlich überlieferten Familiengeschichte.  Historikern zufolge wird dies durch bekannte historische Beweise nicht bestätigt und auch DNA-Tests an Nachkommen fanden keine Übereinstimmung, auch wenn sich für Woodson westeuropäische Vorfahren nachweisen lassen.
Woodson interessierte sich schon früh für Religion und lernte im Alter von drei Jahren in ihrer Familie gesungene Kirchenlieder und im Alter von fünf Jahren längere Passagen aus der Bibel auswendig. 1839 trat Sarah Woodson der African Methodist Episcopal Church bei, die 1816 als erste unabhängige schwarze Glaubensgemeinschaft in den Vereinigten Staaten gegründet worden war. Ihre Brüder Lewis, Thomas und John waren Geistliche in der Kirche.
Woodson und ihre ältere Schwester Hannah schrieben sich beide 1852 am Oberlin College ein. Woodson machte 1856 ihren Abschluss in Klassischer Philologie und gehörte damit zu den ersten afroamerikanischen Hochschulabsolventinnen.
Nach ihrem Abschluss unterrichtete sie mehrere Jahre lang an schwarzen Gemeindeschulen in Ohio und war die erste Rektorin einer öffentlichen Schule in Xenia, OH. 1863 hielt sie vor der Ohio Colored Teachers Association eine „Ansprache an die Jugend“, eine von mehreren Reden, die sie nach der Emanzipationsproklamation hielt, um die afroamerikanische Jugend aufzufordern, sich den „politischen und sozialen Revolutionen“ anzuschließen. Sie ermutigte sie, Karrieren in der Bildung und den Wissenschaften einzuschlagen, um ihre Rasse anzuführen.
Als sie 1858 an der Wilberforce University in Wilberforce, OH, eingestellt wurde, war Woodson die erste afroamerikanische Hochschullehrerin. Dort wurde sie zur Preceptress of English and Latin and Lady Principal and Matron ernannt. Sie war auch die erste Afroamerikanerin, die an einer der Historically black colleges and universities (HBCU) unterrichtete. Ihr Bruder, Reverend Lewis Woodson, war Treuhänder und Gründer des Colleges, das 1855 in Zusammenarbeit zwischen den weißen und schwarzen Führern der Methodistenkonferenz von Cincinnati bzw. der African Methodist Episcopal Church in Ohio gegründet worden war, um schwarze Jugendliche auszubilden. Während des Bürgerkriegs wurde die Wilberforce University aus finanziellen Gründen für zwei Jahre geschlossen. Zu Beginn des Krieges verlor die Schule die meisten ihrer fast 200 zahlenden Schüler, da es sich zumeist um gemischtrassige Kinder wohlhabender Pflanzer aus dem Süden handelte, die sie zu diesem Zeitpunkt zurückriefen. Die Methodistenkonferenz von Cincinnati konnte ihre finanzielle Unterstützung nicht aufrechterhalten, da sie sich um Soldaten und Familien kümmern musste. Die African Methodist Episcopal Church kaufte das College und eröffnete es 1863 wieder; es war das erste College, das in afroamerikanischem Besitz war und von Afroamerikanern betrieben wurde. Sie diente auch als Schulleiterin (Lady Principal and Matron). 1866 wurde Woodson von der Universität wieder eingestellt.
Nach dem Bürgerkrieg, im Jahr 1868, begann Woodson in einer neuen Schule für schwarze Mädchen zu unterrichten, die vom Freedmen’s Bureau in Hillsborough, NC, gegründet worden war. Obwohl nach dem Bürgerkrieg Millionen schwarzer Südstaatler in den Norden zogen, um der Gewalt im Süden zu entkommen, waren Woodson und andere Oberlin-Absolventen beider Rassen entschlossen, so viele Kinder dieser Freigelassenen wie möglich zu unterrichten.
Am 24. September 1868 heiratete Woodson, damals 42 Jahre alt, den Reverend Jordan Winston Early, einen Priester der African Methodist Episcopal Church, der aus der Sklaverei gekommen war. Das Paar hatte keine Kinder. Jordan Early zog sich 1888 aus dem aktiven Dienst als Pfarrer zurück.
Woodson Early engagierte sich in der Woman’s Christian Temperance Union, einer aus der Abstinenzbewegung entstandenen Reformbewegungen des 19. Jahrhunderts. 1888 wurde sie für eine vierjährige Amtszeit zum National Superintendent der Colored Division der Woman’s Christian Temperance Union gewählt. Während ihrer Amtszeit reiste Early häufig und hielt mehr als ein hundert Reden vor Gruppen in einer Region von fünf Bundesstaaten. Sie war auch Sprecherin der Prohibitionspartei in Tennessee.
1893 sprach Woodson Early auf dem World's Congress of Representative Women in Chicago. Ihre Rede trug den Titel „The Organized Efforts of the Colored Women of the South to Improve Their Condition“. Woodson war eine von fünf afroamerikanischen Frauen, die als Rednerinnen zu dieser Veranstaltung eingeladen wurden, zusammen mit Fannie Barrier Williams, Anna J. Cooper, Hallie Quinn Brown und Fanny Jackson Coppin.
1907 starb sie im Alter von 82 Jahren und wurde auf dem Greenwood Cemetery in Nashville, TN, beigesetzt.